# 쿨차르 커털린
쿨차르 커털린 언너(헝가리어: Kulcsár Katalin Anna, 1984년 12월 7일 ~ )는 헝가리의 여자 축구 심판이다. 2004년부터 국제축구연맹(FIFA) 주관 대회의 심판을, 2011년부터 넴제티 버이녹샤그 I의 심판을 맡고 있다.

## 심판 경력

### FIFA 여자 월드컵
2015년 FIFA 여자 월드컵
- 2015년 6월 8일:  카메룬 -  에콰도르 (C조)
- 2015년 6월 15일:  중화인민공화국 -  뉴질랜드 (A조)

2019년 FIFA 여자 월드컵
- 2019년 6월 13일:  남아프리카 공화국 -  중화인민공화국 (B조)
- 2019년 6월 18일:  자메이카 -  오스트레일리아 (C조)
- 2019년 6월 24일:  스페인 -  미국 (16강전)

### FIFA U-20 여자 월드컵
2014년 FIFA U-20 여자 월드컵
- 2014년 8월 12일:  미국 -  중화인민공화국 (B조)
- 2014년 8월 20일:  독일 -  프랑스 (준결승전)

2016년 FIFA U-20 여자 월드컵
- 2016년 11월 13일:  파푸아뉴기니 -  브라질 (A조)
- 2016년 11월 17일:  대한민국 -  베네수엘라 (D조)
- 2016년 11월 29일:  조선민주주의인민공화국 -  미국 (준결승전)

### FIFA U-17 여자 월드컵
2012년 FIFA U-17 여자 월드컵
- 2012년 9월 23일:  브라질 -  일본 (C조)
- 2012년 9월 29일:  미국 -  조선민주주의인민공화국 (B조)

2014년 FIFA U-17 여자 월드컵
- 2014년 3월 15일:  가나 -  조선민주주의인민공화국 (B조)
- 2014년 3월 23일:  콜롬비아 -  중화인민공화국 (D조)

2018년 FIFA U-17 여자 월드컵
- 2018년 11월 13일:  브라질 -  일본 (B조)
- 2018년 11월 17일:  미국 -  조선민주주의인민공화국 (C조)
- 2018년 11월 24일:  스페인 -  조선민주주의인민공화국 (8강전)

### UEFA 유럽 여자 축구 선수권 대회
UEFA 여자 유로 2013
- 2013년 7월 11일:  노르웨이 -  아이슬란드 (B조)
- 2013년 7월 16일:  스웨덴 -  이탈리아 (A조)
- 2013년 7월 21일:  이탈리아 -  독일 (8강전)

UEFA 여자 유로 2017
- 2017년 7월 23일:  스코틀랜드 -  포르투갈 (D조)
- 2017년 7월 30일:  독일 -  덴마크 (8강전)